# Новий Рахув
Новий Рахув (пол. Nowy Rachów) — село в Польщі, у гміні Аннополь Красницького повіту Люблінського воєводства.
Населення — 204 особи (2011).
У 1975-1998 роках село належало до Тарнобжезького воєводства.

## Демографія
Демографічна структура станом на 31 березня 2011 року:
|          | Загалом | Допрацездатний вік | Працездатний вік | Постпрацездатний вік |
| -------- | ------- | ------------------ | ---------------- | -------------------- |
| Чоловіки | 104     | 23                 | 66               | 15                   |
| Жінки    | 100     | 17                 | 54               | 29                   |
| Разом    | 204     | 40                 | 120              | 44                   |